# 9914 Obukhova
9914 Obukhova este un asteroid din centura principală de asteroizi.

## Descriere
9914 Obukhova este un asteroid din centura principală de asteroizi. A fost descoperit pe 28 octombrie 1976 la Observatorul de Astrofizică din Crimeea de Liudmila Juravliova. El prezintă o orbită caracterizată de o semiaxă mare de 2,67 ua, o excentricitate de 0,21 și o înclinație de 3,5° în raport cu ecliptica.